# (29317) 1994 PR9
A (29317) 1994 PR9 a Naprendszer kisbolygóövében található aszteroida. Eric Walter Elst fedezte fel 1994. augusztus 10-én.